# قلب المرأة (فلم)
قلب المرأة فيلم مصري من إنتاج عام 1940، بطولة سليمان نجيب وأمينة رزق، إخراج توجو مزراحي.

## قصة الفيلم
خيرية فتاة ثرية مخطوبة لابن عمها أمين الثري أيضًا. تفقد أسرتها هذه الثروة فتفقد الفتاة خطيبها الذي رفض أن يقترن بفتاة مفلسة، تصدم خيرية حين تجد خطيبها قد اقترن بفتاة أخرى وابنة ثري آخر. تحيا الأسرة حياة المكافحين وتتعرف الفتاة على فايز وترتبط به عاطفيًا مما يجعل الأسرة كلها تعترض عليه لوضاعة أصله، رغم نجاحه في تحقيق ثروة، لكنها تتزوجه لما لمست فيه من صبر وطموح وبالفعل يعلو نجم زوجها ويثرى فتعود ثرية كما كانت ولكن مازالت أسرتها تتدخل بينهما ولا تتفق على هذه الزيجة للفارق الاجتماعي بينهما، تتم خطبة علي بك شقيق خيرية من سنية أخت فايز، وتعرف خيرية أن فايز قد وقف إلى جوار أسرتها رغم أنها طلبت منه الطلاق، وأنها كانت تعرف رجلاً آخر، تعود إليه نادمة.

## فريق العمل
- سليمان نجيب في دور فايز
- أمينة رزق في دور خيرية
- دولت أبيض في دور دولت
- أنور وجدي في دور أمين
- محمود المليجي في دور فكري
- فاخر فاخر في دور علي
- عقيلة راتب
- زوزو نبيل
- حسن فايق
- زكي إبراهيم

## روابط خارجية
- مقالات تستعمل روابط فنية بلا صلة مع ويكي بيانات